# Provisoriska beteckningar på småplaneter
De provisoriska beteckningarna på småplaneterna har utvecklats successivt fram till att ett system togs fram 1925 som fortfarande används. De första småplaneterna fick namn lika andra kroppar i solsystemet. Snart uppstod ett system med numrering. Med det stigande antalet upptäckter uppstod snart ett behov av att systematisera provisoriska beteckningar för alla upptäckter.
De betecknas idag efter året de upptäcks, får en bokstav efter vilken halvmånad och sedan ett löpnummer som består en bokstav, från A-Z (utom I) och därefter ofta följt av siffror. 1981 DE1 har fått sin beteckning som ett resultat av att den upptäcktes 1981. Bokstaven D avslöjar att den upptäcktes andra halvan av februari. E1 är ett löpnummer som följer mönstret: A, B, C...Z, A1, B1... (I undantagen). E1 beskriver därför den 30:e registrerade upptäckten denna halvmånad.

## Tidigt 1800-tal
De första småplaneterna betraktades först som andra planeter och fick ett namn likt dessa. Ceres fick till exempel sitt namn efter romerska mytologin precis som andra planeter. Dessutom fick dessa första asteroider en astronomisk symbol likt andra planeter. Tex: 
 för 2 Pallas
Att göra nya symboler för varje nyupptäckt asteroid visade sig snart vara opraktiskt och man använde snart hellre en siffra med en ring runt. Systemet med numrering systematiserades och nya nummer publicerades löpande i tidskriften Astronomisches Nachrichten.

## 1892-1924
1892 introducerade Astronomisches Nachrichten ett system med provisoriska beteckningar. Upptäckterna 1892 fick beteckningar såsom: 1892 A, 1892 B... löpande med bokstaven I exkluderad. Redan 1893 blev upptäckterna så många att man fick utöka med ytterligare en bokstav så att 1893 Z följdes av 1893 AA. Man kom då också att sluta börja om med beteckningarna från A varje år så att 1893 AP följdes av 1894 AQ. När tvåbokstavskombinationerna tog slut med 1907 ZZ började man om från början med 1907 AA.
Detta system hade den opraktiska detaljen att det inte fanns en enkel möjlighet att foga in en gammal upptäckt i rätt kronologisk ordning. I dessa fall har man använt sig av gemena bokstäver såsom 1916 a. Observera att det här finns ett mellanrum mellan årtalet och bokstaven i motsats till beteckningen för kometer som skrevs utan mellanrum.
Under tiden för första världskriget introducerade Simeizobservatoriet på Krim ett eget system med den grekiska bokstaven Σ. Idag ersätts ofta denna bokstav med SIGMA, SIG eller bara S som i 1916 S24.
Upptäckter gjorda före 1925 och som inte fick sin beteckning förrän efter 1925 har beteckningar som följer reglerna efter 1925 men där den första siffran i årtalet bytts ut mot ett A såsom för A910 CB.

## Från 1925
Från 1925 introducerades ett nytt system för provisoriska beteckningar. Årtalet behölls varefter den följande bokstaven avslöjade vilken halvmånad upptäckten gjordes:
| Bokstav | halvmånad      | Bokstav | halvmånad       |
| ------- | -------------- | ------- | --------------- |
| A       | 1-15 januari   | B       | 16-31 januari   |
| C       | 1-15 februari  | D       | 16-29 februari  |
| E       | 1-15 mars      | F       | 16-31 mars      |
| G       | 1-15 april     | H       | 16-30 april     |
| J       | 1-15 maj       | K       | 16-31 maj       |
| L       | 1-15 juni      | M       | 16-30 juni      |
| N       | 1-15 juli      | O       | 16-31 juli      |
| P       | 1-15 augusti   | Q       | 16-31 augusti   |
| R       | 1-15 september | S       | 16-30 september |
| T       | 1-15 oktober   | U       | 16-31 oktober   |
| V       | 1-15 november  | W       | 16-30 november  |
| X       | 1-15 december  | Z       | 16-31 december  |

Den andra bokstaven skrivs löpande så att den första upptäckten i juni 1990 får beteckningen 1990 LA varefter följer LB, LC...LZ. (Bokstaven I används inte.) Den 26:e upptäckten varje halvmånad blir den första med en siffra såsom: 1932 EA1, varefter följer 1932 EB1, EC1...EZ1, EA2...
Därför kan man räkna ut att 2003 VB12 upptäcktes första halvan av november 2003 och var den 302:a registrerade upptäckten denna halvmånad. (12*25+2=302 [2 för B]) Idag har denna upptäckt fått en permanent beteckning och namn: 90377 Sedna.

### Kartläggningar 1960-1977
Upptäckter som gjorts i samband med några projekt under åren 1960-1977 har använt egna system för beteckningar. Ett exempel är 6344 P-L som upptäckes av Palomar-Leiden Survey 1960. Denna asteroid var nummer 6344 i detta projekt.
- P-L Palomar-Leiden Survey (1960)
- T-1 First Trojan Survey (1971),
- T-2 Second Trojan Survey (1973), till exempel 2069 T-2
- T-3 Third Trojan Survey (1977), till exempel 4271 T-3